# Santana Morris
Santana N. Morris es una educadora, especialista en desarrollo de la educación, oradora motivacional jamaicana y Embajadora de la Juventud de su país para las Naciones Unidas. Desde 2016, ha trabajado para promover la alfabetización y la educación, especialmente entre los niños, en Jamaica. Morris es la actual Directora Ejecutiva de la Clínica de Lectura Intensiva de Jamaica.

## Biografía
Morris nació el 4 de septiembre de 1990 en St. James, Jamaica. No pudo hablar hasta los cuatro años. Sus padres la ayudaron a aprender a leer.
Después de completar la Prueba de Logros de Sexto Grado (GSAT, por sus siglas en inglés), se inscribió en la Herbert Morrison Technical High School. Obtuvo un diploma y una licenciatura en educación en Shortwood Teachers 'College con honores y su maestría en administración de la Universidad de Tecnología, Jamaica. Además obtuvo un Certificado Profesional del Centro Internacional de Estudios Parlamentarios en Diplomacia Económica en Londres.

## Carrera profesional
En 2016, fundó la Clínica de Lectura Intensiva de Jamaica con el objetivo de promover la alfabetización a través de cinco componentes principales: fluidez, habilidades de comprensión, desarrollo de vocabulario, desarrollo fonémico y desarrollo fonológico. Ese mismo año, inició un campamento de lectura de verano en toda la isla con el tema: "Revolucionando vidas en el siglo XXI hacia el desarrollo integral en Jamaica y la región del Caribe" para beneficiar a los niños con problemas de alfabetización. El campamento de lectura de verano se llevó a cabo por primera vez en 2016 en siete parroquias de Jamaica.
En julio de 2017, Morris organizó el segundo campamento de lectura de verano con el objetivo de promover la alfabetización en Jamaica.
En octubre de 2017, se convirtió en Embajadora de la Juventud de Jamaica ante las Naciones Unidas con la función de "incentivar la promoción de la juventud y facilitar la participación de los jóvenes en la toma de decisiones". El 6 de diciembre del mismo año, recibió el Premios Juventud para la excelencia en la Oficina de Jamaica del primer ministro. En septiembre de 2018, en su rol de embajadora, Morris lanzó una serie de charlas sobre espacios seguros para la juventud jamaicana. Las charlas se llevaron a cabo en numerosas escuelas secundarias y universidades de Jamaica bajo el tema "Preservar a nuestra juventud a través de una intervención estratégica en la creación de espacios seguros en el siglo XXI". Durante su período como embajadora de la Juventud, pidió la introducción de la alfabetización bilingüe en el nivel de la primera infancia en Jamaica, que fue aceptada por el Ministerio de Educación de Jamaica.